# Acampe pachyglossa
Acampe pachyglossa är en orkidéart som beskrevs av Heinrich Gustav Reichenbach.
Acampe pachyglossa ingår i släktet Acampe och familjen orkidéer. Inga underarter finns listade i Catalogue of Life.